# キメルのYOYO!
『キメルのYOYO!』（キメルのヨーヨー!）は樫本学ヴ作の漫画作品。『月刊コロコロコミック』で2010年10月号から2012年3月号まで第1部を連載、翌4月号から2013年6月号まで第2部『ぶっとびスピナー キメル!!』が連載された。単行本は『YOYO!』が全4巻、『ぶっとび』は全3巻。ハイパーヨーヨーを題材にした作品。

## あらすじ
「かっこよく生きる！」が信条の超熱血少年「斗陸キメル」。この物語は、キメルが超カッコイイホビー「ハイパーヨーヨー」に出会い、奇跡を起こしながら成長する超速回転ストーリーである。

## 登場人物
キメルと静は『おはコロっす!』、『おはコロ+』にてCGキャラクターとして出演した。「声」はその際の担当声優名。

### キメルのYOYO!

#### 巣雛小ヨーヨー部
斗陸 キメル（とりく キメル）
声 - 比嘉久美子
使用機 - スピンフェニックス → ハイパークラスター【マッハフェニックス → ブレイズグリフォン → サンダードレイク】
本作の主人公。巣雛小学校5年生。まっすぐな心を持ち、「かっこよく生きる！」がモットー。2歳の頃から鍛え上げた手首のスナップの良さを静に見込まれ、ヨーヨー部に入る。また、人の行動を見て覚えるのが天才的に得意。小さい頃から祖父のラーメン屋を手伝っている。ヨーヨー選手権大会”スピナーズカップ”で相棒のスピンフェニックスを失うが、クラスタースピナー・テイラーからハイパークラスターを譲り受ける。その後、諦めない闘志からヨーヨーと心をひとつにしマッハフェニックスへと覚醒、プー太郎との戦いの中でブレイズグリフォンに覚醒させる。獅子王学園との戦いでマッハフェニックスは粉々になるが、テイラーと一騎討ちのトリック勝負に勝ち、新たなハイパークラスター、サンダードレイクを手に入れる。巣雛小は惜しくも準優勝となったが、それが彼をさらに強くするきっかけとなる。
超美 太（ちょうび ふとし）
使用機 - マーキュリー
通称「チョビ太」。キメルの一番の親友。ヨーヨーの腕はイマイチだが、仲間のためなら根性も惜しまない。語尾に「〜でやんす」と付けるのが癖。
糸川 静（いとかわ しずか）
声 - 嶋村侑
使用機 - ハイパーコメット
学級委員長で巣雛小ヨーヨー部キャプテン。おとなしい少女だが、ヨーヨーに関しては熱い。巣雛小ヨーヨー部を日本一にするという夢があり、そのためにキメルの腕を見込み彼をヨーヨーの世界へと誘う。
鎌板 チズル（かまいた チズル）
使用機 - ウインドオービット
T（チーム）・カマイタチのリーダー。関西で生まれ育ち、その頃はルーピングの速さと切れから”疾風のカマイタチ”と恐れられていた。人のヨーヨーを奪う乱暴な性格だったが、キメルに敗れてからはヨーヨー部に入り仲間になる。
陽々（ようよう）
キメルの相棒のパンダでキメルのパーカーのフードの中がお気に入り。犬並みに嗅覚があったりすばやく行動するときは転がって移動する等、パンダとは思えない習性を持つ。「ペイ」と鳴く。

#### 獅子王学園
糸川 嵐（いとかわ あらし）
使用機 - ストームタイガー → ハイパークラスター【スラッシュドラゴン】
強豪・獅子王学園ヨーヨー部のキャプテン。超高速回転でカマイタチを発生させることができ、トリックの腕も超一流。静の双子の兄で、彼女を見下すような言動をする。ヨーヨーは子供の遊びではなく真剣勝負の戦いだと言っているが、それは幼少の頃から心臓が弱く、ヨーヨーはおろか激しい運動ができるような体ではなかった。それ以来は静と因縁の仲となり、ヨーヨーに強く執着する原因となった。また、キメル同様テイラーからハイパークラスターを譲り受けており、キメルとの戦いでスラッシュドラゴンに覚醒させる。決勝戦のフリースタイルでキメルの演技を見て、結果が全てだと言うもののヨーヨーの楽しさを思い出す。
一軍 サトル（いちぐん サトル）
獅子王学園6軍。一軍のゼッケンを付けている所から1軍と思われたが、実際は未熟らしい。キメルとのループ・ザ・ループ対決で敗退し、嵐に酷い仕打ちをされるがキメルに助けられる。なぜかスピナーズカップに選抜で参加していた。
御剣 ガント（みつるぎ ガント）
獅子王学園のメンバー。一度にたくさんのヨーヨーを操る嫌味な男。
円城寺 マリン（えんじょうじ マリン）
獅子王学園の女子メンバー。ツインテールと八重歯が特徴。

#### トップスピナー
テイラー
クラスタースピナー。ヨーヨー開発にも携わっており、謎の男に変装し、崩壊したスピンフェニックスのベアリングを組み込んだハイパークラスターをキメルに託す。また、キメルとは違った未知なる力を引き出してくれるとして嵐にもハイパークラスターを授ける。サンダードレイクを賭けたバトルでは、負けたらヨーヨーをやめてもらうことをキメルに言い渡し、キメル自信を成長させた。
リュージ
ヨメガのトップスピナー。
シュン
ヨーヨーファクトリーのトップスピナー。テイラーの変装時の容姿が彼と似ているということに不満がある。
レイ
ダンカンのトップスピナー。
タイガ
リュージに変わり登場したヨメガのトップスピナー。決勝戦の審査員を務める。
ゼロ
レイに変わり登場したダンカンのトップスピナー。決勝戦の審査員を務める。

#### その他の人物
キメルのじいちゃん
ラーメン屋”陽々軒”のオーナー。頑固一徹で人使いが荒いが、ヨーヨーを心から愛し楽しむキメルを温かく見守る。
ジャッジ・マニー
大会のジャッジマン。ダジャレ好きでよくコスプレをする。準決勝の宝探しバトルでは、彼に似た鳥型ロボット『ジャッジ鳥』が登場し、尻から宝の地図やフェイスオフカードを出す機能を持つ。
天上 唯（てんじょう　ゆい）
四露死苦小ヨーヨー部キャプテン。ピクチャートリックの第一人者で、ヨーヨー界でその名が知られている。ヤンキー風なだけに部員からは「総長」と呼ばれている（キメル達曰く「ムッツリモヒカン」）。
星影 ハンゾウ（ほしかげ ハンゾウ）
使用機 - スターフライ
不忍学院忍ヨー部キャプテン。ヨーヨーを手裏剣のように操る。また、忍者だけに変わり身の術、分身の術等を使いキメル達を翻弄させた。
月の輪プー太郎（つきのわプー太郎）
使用機 - ハイパーインフィニティー
山奥山小ヨーヨー部キャプテン。熊の着ぐるみを着て愛くるしい外見とは裏腹に腹黒い一面を持つ。キメルのマッハフェニックスを一目で気に入り、ハイプーヨーヨー（山奥山小に伝わるウンチ型のヨーヨー）でキメルから奪ったが、もの凄いパワーでコントロールが効かず結局投げ捨てた。「〜でプ」が口癖。
ベンジャミン（猿）、ルーシー（犬）、パチョレック（キジ）
山奥山小の部員。何故か皆動物でかつ桃太郎のメンバーである。ヨーヨーを使うことができ、特にベンジャミンは両手足を使い、4つのヨーヨーで激しい攻撃を仕掛ける。
鬼来 卍（おにくる まんじ）
使用機 - スパイラルジャガー
聖ファング学院ヨーヨー部キャプテン。パワー型で荒っぽい性格。ダンベルをヨーヨーのように回すウォーミングアップを施している。
玉虫 ハジメ（たまむし ハジメ）、穴根田 テル（あなこんだ テル）、大門 ゴロー（だいもんゴロー）
聖ファング学院のメンバー。

### ぶっとびスピナーキメル!!
斗陸 キメル（とりく キメル）
使用機 - サンダードレイク → メテオバハムート
主人公。前作のスピナーズカップから1年半の間、ヨーヨーが盛んな街”流風（ループ）市”に引っ越し、流風中学に入学した。その流風中ではヨーヨーが禁止されていることにショックを受けるが、新たな仲間のマックス、イラ太、後に加わるハジメと共にヨーヨー同好会を立ち上げ”チームオハYOズ”として活動する。ちなみに当初は”チームカッコEズ”と名付けようとしたが却下された（マックス、イラ太曰く「死ぬほどだせぇ〜」とのこと）。ヨーヨーフリースタイル世界大会に出場する際、バランスを崩しかけているサンダードレイクに替わり、旋風院邸にて自ら新たな相棒となるメテオバハムートを作り上げた。世界大会決勝戦でのマックスの渾身のプレイを見て、キメル自身もマックスと本気で戦いたいという胸の内を明かした。そしてありったけの魂を込め、メテオバハムートで数々のトリックを繰り出し、ストリングは切れていたものの気迫で魅了しオハYOズを優勝に導いた。帰国後、父のキズナに真のスピナーを目指し世界を廻ろうと誘われたが、仲間と楽しくヨーヨーをやりたいという理由で日本に残ることになった。
マックス・ストリング
使用機 - スピードファルコン → レーザーイーグル
アメリカのカルフォルニアから来た金髪でグリーンの目が特徴の留学生。トリックの腕前はピカイチでキメルが認める程の実力者。自己紹介では英語を話し、キメルを困惑させた。日本語を使う時は田舎者っぽく話す。日本食が好物で特に納豆が好き。当初考えたチーム名は”納豆ズ”だが却下された（キメル曰く「ヨーヨーと関係ない」とのこと）。第6話の最後で留学を切り上げ転校することが決まり、キメル達に見送られアメリカに帰国した（理由は隠れて猛特訓をしていたキメルを見て、本格的にライバル意識が芽生えた為）。そして世界大会開催地のアメリカにて、”チーム・イグザム（彼の名前のつづり「MAX」を逆から読んで「XAM」にしたもの）”として現れキメル達とは敵として再会する。世界大会終了後は再び日本に帰ってくることになった。
切山 イラ太（きりやま イラた）
使用機 - ソニックブレス
眼鏡とほくろが特徴の三枚目。その不細工な顔つきが原因で一度40代のおじさんと勘違いされたことがある。ロング・スリーパー位しか出来ず、ループ・ザ・ループでは100%顔面直撃する程ヨーヨーが下手だが、キメル達のヨーヨーにかける熱い魂に感動し同好会に入る。そしてチームの仲間とヨーヨーがしたいという想いと厳しい特訓の末、上達した。趣味は紙切り。ワビ太（ワビた）というかわいい弟がいる。当初考えたチーム名は”切山ジャパン”だが却下された（キメル曰く「お前が一番の足手まといだ」とのこと）。デザインはカンニング竹山が素になっている。
鳳 ハジメ（おおとり ハジメ）
使用機 - マッハフェニックスEX
ヨーヨー同好会に新たに加わったメンバー。内気だが真面目な性格。パニックを起こすと踊って現実逃避をする癖がある。キメル達の秘密を知ってしまったのが縁で仲間になり、自分に対して親切にしてくれるキメル達には感謝して涙を流している。初心者ながらループ・ザ・ループを早いうちにマスターする程ヨーヨーのセンスがある。また、オハYOズのチーム名の名付け親でもある（由来はO＝おもしろくてH＝早くてA＝熱いから）。
祖谷 ミツヲ（いや ミツヲ）
ハジメの小学校時代からの友達。イヤミな性格でハジメをこき使っている。ハジメがキメル達と仲良くしているのが気にくわずハジメのヨーヨーを盗んでしまうが、キメルにあっさり取り返された上に陽々から体罰を受けてしまう。
旋風院 レミ（せんぷういん レミ）
キメルのクラス1年4組担任の女性教師。通称「レミちゃん」。怒ると恐ろしく怖く、口調も荒っぽくなる。理事長の一人娘で権力を持っており、校則に厳しい。家は相当な金持ち。
旋風院 大車輪（せんぷういん だいしゃりん）
レミの父親。流風中の理事長で、流風市ヨーヨーフェスの実行委員長。マッチョで語尾に「でアール」と付ける。自宅では常に裸で過ごす（レミは「いつものことだから」と気にしていない）。
大神 ヒカル（おおがみ ヒカル）
使用機 - フラッシュフェンリル
”光の騎士団”のリーダー。ルーピングの魔術師と呼ばれ、アメリカでもその名を轟かせている。ブレスト・ループなどの高度なトリックを駆使し、ループの動きを自在に操る。語尾にまた更に言葉を付け加えるのが癖（例：「恐るるにタリラリラン」「ぼくが相手ダッフンダ」など）。
トビー・ブランコ
使用機 - ソニックブレス（新型）
アメリカのB-BOYスピナーで、チーム・イグザムの一員。ブレイクダンスをしながらヨーヨーを操り観る者を沸かす。ストリートでは観客が厳しいが故に、パフォーマンスに強い執着心がある。
ウルフ・グローリー
使用機 - キングクラスター
チーム・イグザムの一員。誇り高き戦士と言われ、指一本で逆立ちしてヨーヨーを回すといった高度なテクニックを魅せる。言動も神々しい。
陽々（ようよう）
パンダ。キメルのペットで兄弟のような存在。前作から1年半の間にフードに入れない程大きく太っていた。今でもキメルの身代わりになったり、自作の同好会勧誘のチラシを配ったり、部室を造ったり等キメル達をサポートしている。実はシロクマ疑惑がある。
キメルのじいちゃん
前作同様陽々軒のオーナー。陽々と共にキメルに試練を与え、息子のキズナが残していったレジェンドベアリングを託した。
斗陸 キズナ（とりく キズナ）
使用機 - レジェンドクラスター
キメルの父。10年の間ラーメンの修行で世界に行っていると思われたが、本当はヨーヨーで世界一になるために旅立っていった。その際、父にキメルがヨーヨー好きになったら自身の使い込んだレジェンドクラスターのベアリングを渡すよう頼んだ。飄々とした性格だが、覚悟は本物で世界大会に優勝しており容姿も変わっていた。最終話ではキメルを世界の舞台に立たせるべくキメル達の前に現れるが、前述の理由でキメルは残り（空港には陽々が来た）、最後に「キメルらしいぜ、それでこそ俺の息子だ」と言い残しまた旅立っていった。